# Filialkirche Ottenthal

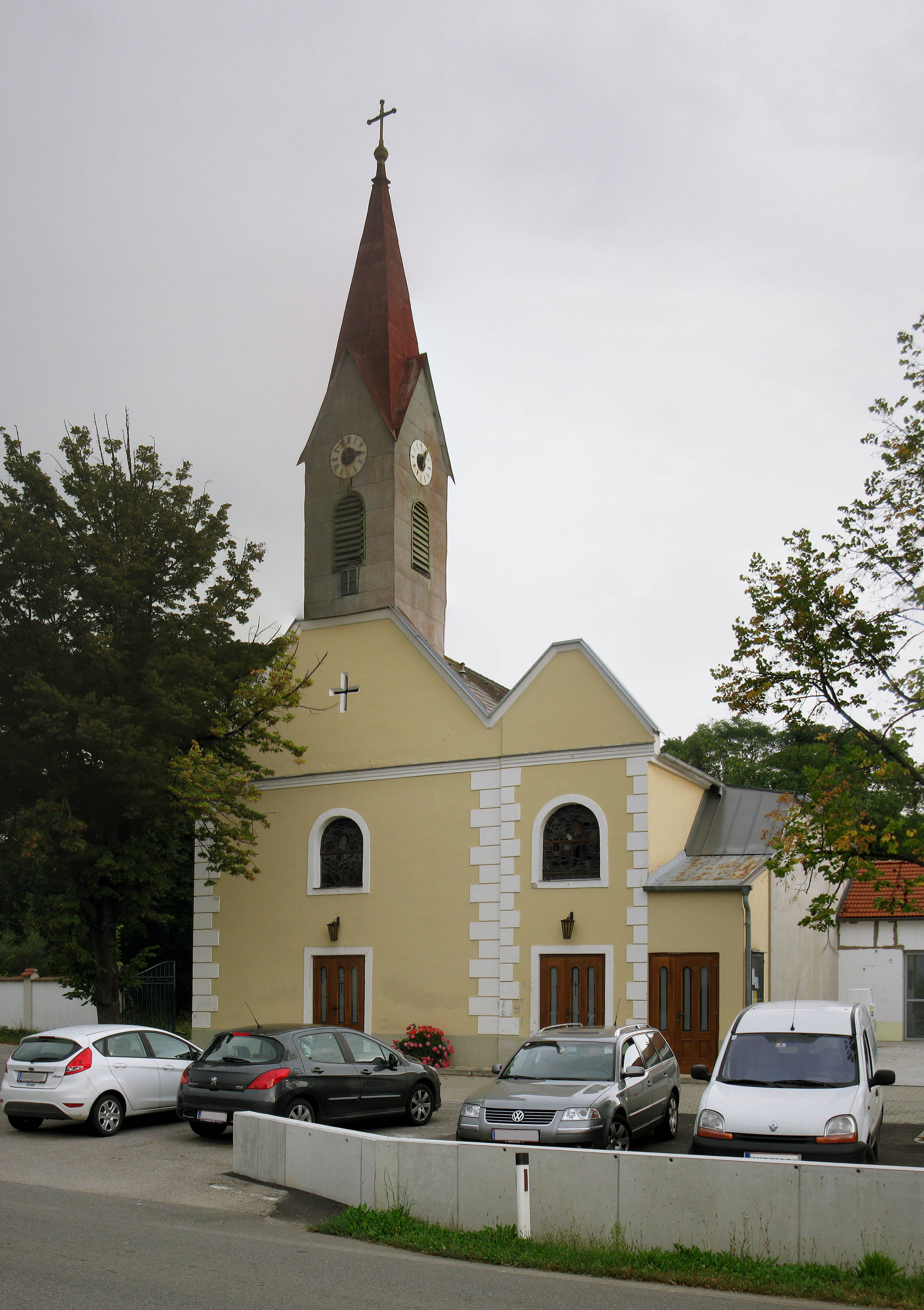
Kath. Filialkirche hl. Ulrich in Ottenthal in Großriedenthal

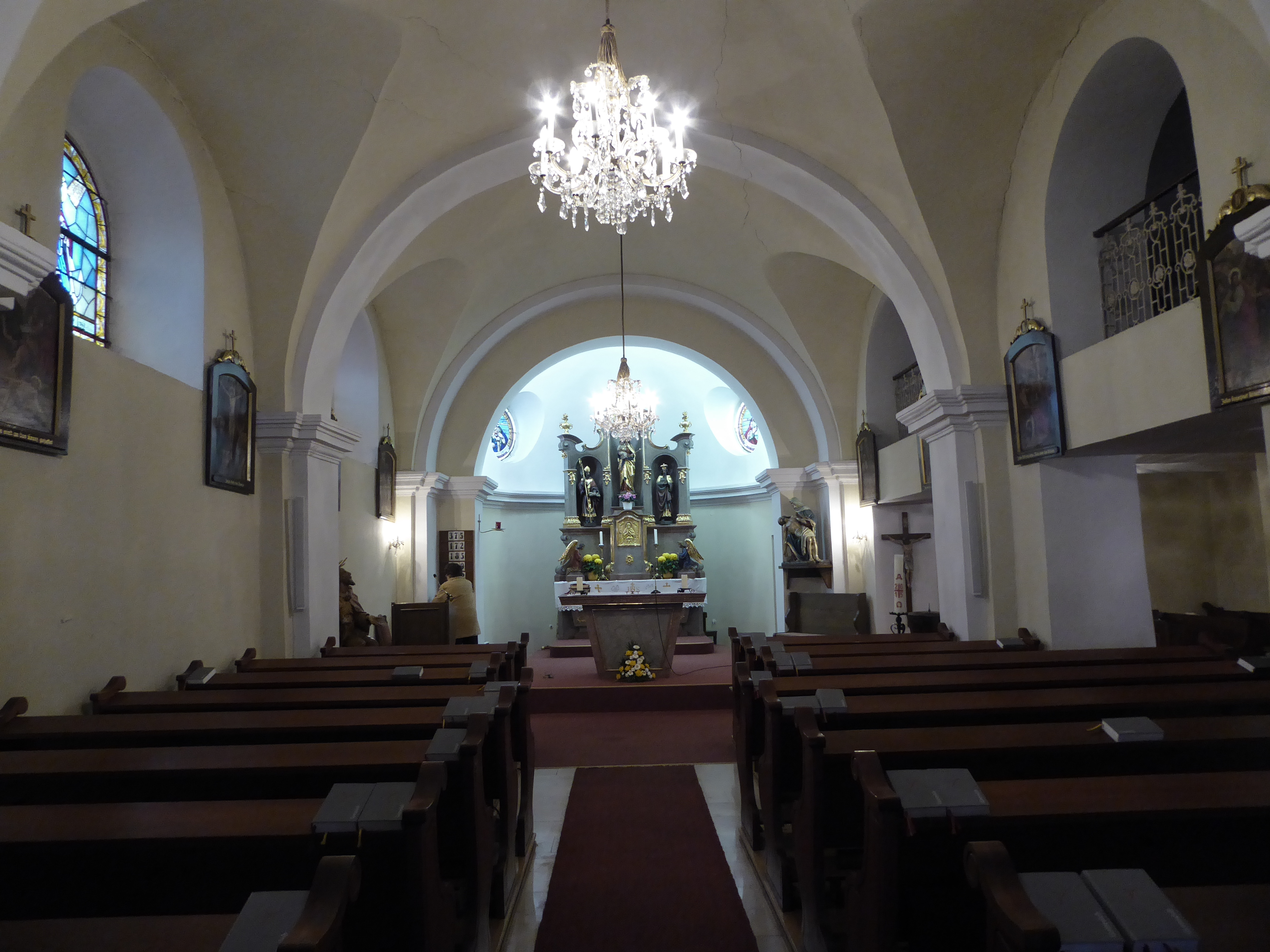
Vom Langhaus zur Rundapsis

Die römisch-katholische Filialkirche Ottenthal steht in Ottenthal in der Gemeinde Großriedenthal im Bezirk Tulln in Niederösterreich. Die dem heiligen Ulrich geweihte Filialkirche der Pfarrkirche Kirchberg am Wagram gehört zum Dekanat Hadersdorf im Vikariat Unter dem Manhartsberg der Erzdiözese Wien. Die Kirche steht unter Denkmalschutz.

## Geschichte
Der Kirchenbau wurde 1726 geweiht und nach einem Brand 1794 neu geweiht. Der südseitige Anbau und der Turm wurden 1870 erbaut. Die Kirche wurde 1985 restauriert.

## Architektur
Der schlichte barocke Kirchenbau mit einer Rundapsis zeigt außen eine Ortsteinquaderung im Putz und Rundbogenfenster mit Faschen. Der südseitige Anbau schließt auch an das daneben stehende Wohnhaus an. Der Turm hat einen Spitzgiebelhelm.
Das dreijochige Langhaus mit einem Tonnengewölbe über Gurten hat ein umlaufendes Gesims. Der südseitige zweigeschoßige Erweiterungsbau mit einer offenen Empore hat eine Flachdecke. Die Glasmalerei ist aus 1936 und 1942.

## Ausstattung
Der neobarocke Hochaltar trägt die Figuren Maria mit Kind und Ulrich und Leopold. Die Kreuzwegbilder entstanden um 1900. Die Orgel aus 1907 stammt von Gebrüder Rieger aus Jägerndorf.